# Simatic

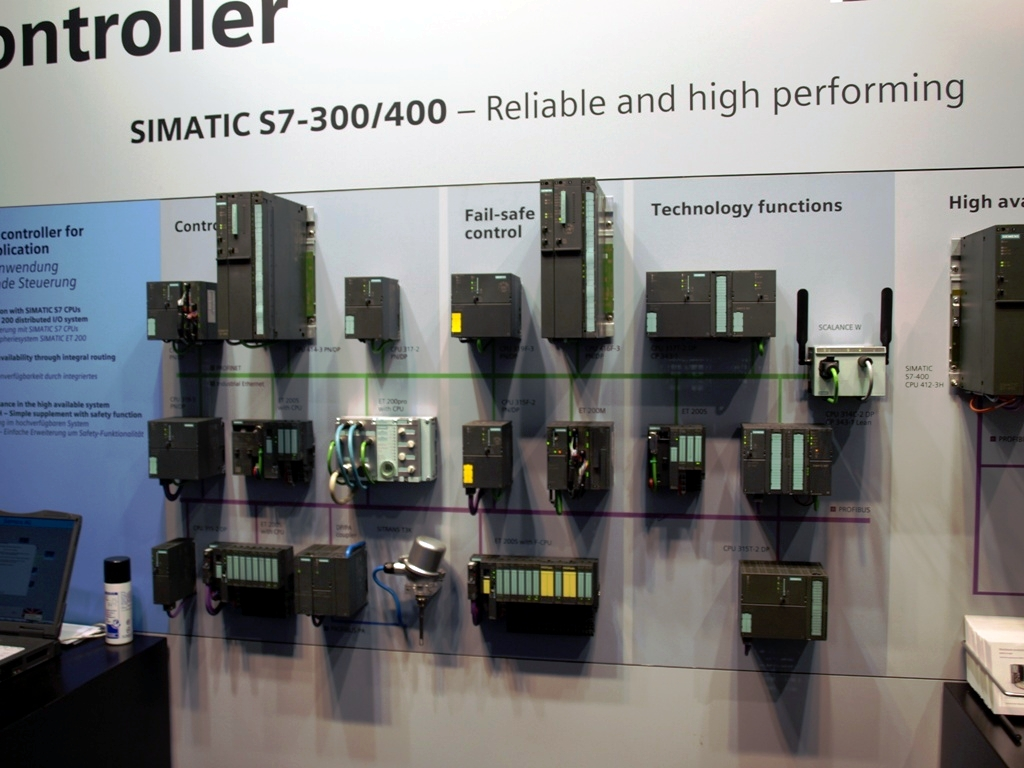
Übersicht der Komponenten: SIMATIC S7

Simatic ist ein Produktname der Firma Siemens. Er wird für Produkte in der Automatisierungstechnik, der Leittechnik und der Manufacturing-Execution-Ebene genutzt.

## Produktgeschichte

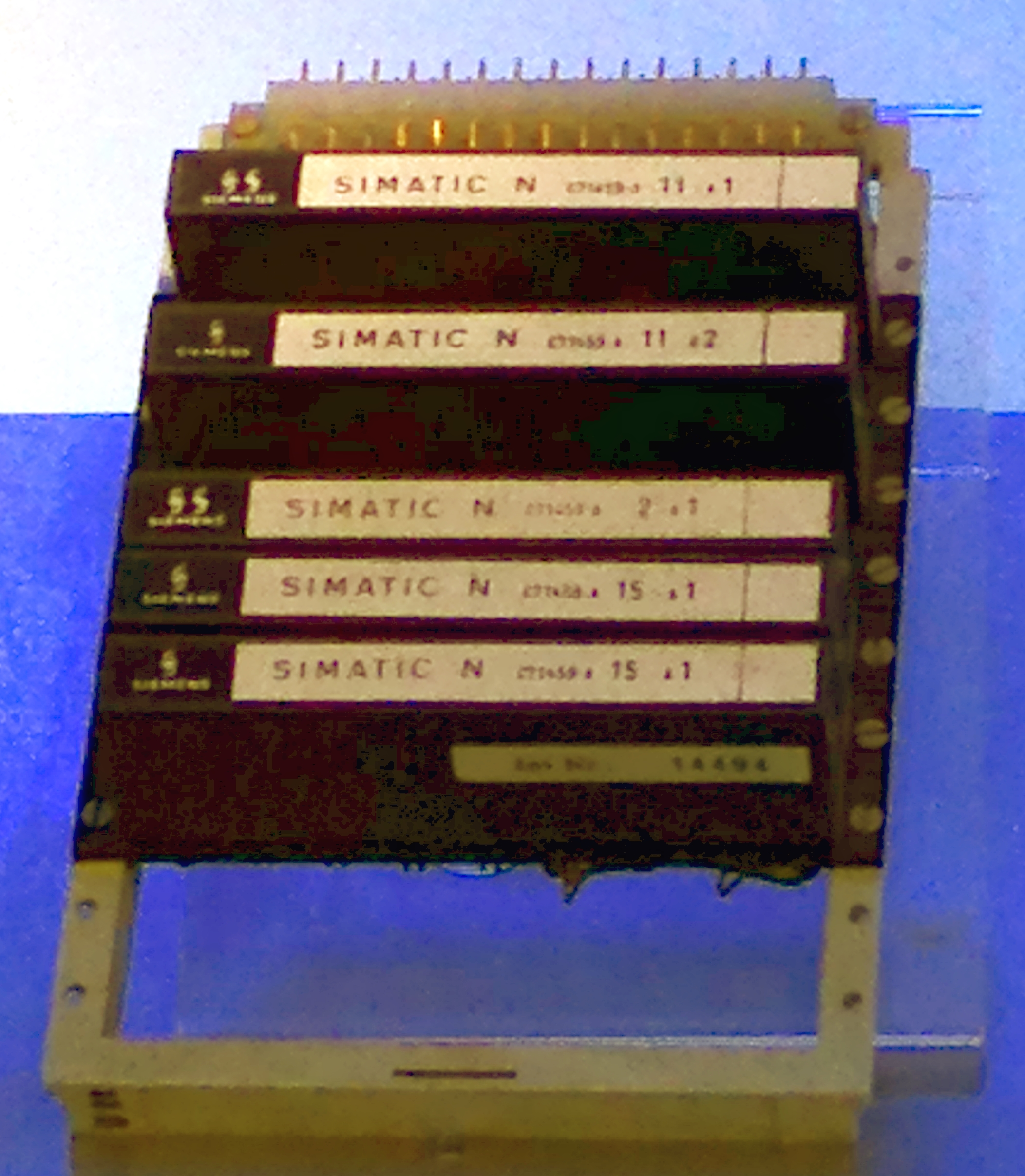
Siemens Simatic N

In den Anfängen der programmierbaren Steuerung gab es die Simatic in der Version G mit Germanium-Einzelhalbleitern. Sie kam am 2. April 1958 als verbindungsprogrammierte Steuerung (VPS) Simatic auf den Markt.
Am 2. April 1958 wurde der Name Simatic beim Deutschen Patentamt als Warenzeichen der Firma Siemens-Schuckertwerke eingetragen. Simatic verbindet „Siemens“ und „Automatic“ als Kofferwort miteinander.
Die Modelle N (1964) mit Silicium-Einzelhalbleitern, H, P und C (1973) als integrierte Schaltung folgten innerhalb der kommenden 15 Jahre. Der Übergang von der umständlichen VPS zur wesentlich effizienteren speicherprogrammierbaren Steuerung (SPS) gelang 1973 mit der Simatic S3 mit bescheidenem Erfolg. 1979 kam die Simatic S5 mit großem Erfolg auf den Markt. Bis 1995 wurde sie ständig weiter entwickelt und ist bis 2020 bei Siemens teilweise immer noch verfügbar. Erstmals wurden konsequent alle drei Darstellungsarten für das Anwenderprogramm angeboten: Anweisungsliste, Funktionsplan und Kontaktplan. 1994 erfolgte die Einführung der heute aktuellen und ständig weiter entwickelten Simatic S7. Als weitere Darstellungsart kam die Ablaufsprache GRAPH hinzu, ein an die Spezifikationssprache GRAFCET angelehntes Format.

## System SIMATIC
Mittlerweile werden nicht nur Steuerungen, sondern auch weitere Produkte aus der Industrie-Automatisierung unter dem Namen SIMATIC geführt. Dazu gehören:
- Speicherprogrammierbare Steuerungen (SPS)
  - die Kleinsteuerung LOGO!
  - Steuerung SIMATIC S7 (S7-200, S7-300, M7-300, S7-400, M7-400, S7-1200, S7-1500)
  - Steuerung in Hutschienen-PCs (Embedded Controller)
  - Einsteckkarten SPS für Industrie-PC (WinAC Slot PLC)
  - Software SPS für Industrie-PC (WinAC MP, WinAC RTX, WinAC ODK)
- Dezentrale Peripherie (ET 200)
- Sensoren (SIMATIC Sensors)
- Regelsysteme (TDC, T400)
- Software zur Programmierung der SPS (STEP 7, TIA Portal)
- Programmiergeräte (SIMATIC Field PG)
- Bedien- und Beobachtungssysteme (SIMATIC HMI)
  - Geräte mit Tastatur und Bildschirm (SIMATIC Panels)
  - Software für Industrie-PC (WinCC)
  - Software zur Projektierung der Visualisierung (WinCC TIA Portal, früher WinCC flexible, ProTool)
- Industrielle Kommunikation (SIMATIC NET)
- Prozessleitsystem (SIMATIC PCS 7)
- Produktionsleitsystem (MES) (SIMATIC IT)
- SIMATIC IoT-Gateways

Nachfolgend wird auf die Steuerungen näher eingegangen.

## Steuerungen
Die Steuerungsfunktionen werden als Programm im Speicher einer CPU-Baugruppe gespeichert. Programmiert wird die Simatic mittels der Programmiersoftware STEP 7 (früher STEP 5) oder Software von Fremdherstellern. Das Automatisierungssystem ist modular und kann neben der CPU mit unterschiedlichen digitalen und analogen Peripheriebaugruppen sowie vorverarbeitenden, intelligenten Baugruppen bestückt werden. Die Baugruppen können zentral (in der Nähe der CPU) oder dezentral vor Ort in der Anlage aufgebaut sein. Vom kleinen Kompaktgerät bis zur Hochleistungs-SPS gibt es Simatic-Steuerungen für fast jeden Einsatzbereich in der industriellen Steuerungs- und Regelungstechnik. Allen Simatic-S7 Steuerungen gemeinsam ist ihre Robustheit gegenüber elektromagnetischen Störungen (entsprechend den Anforderungen der EMV-Richtlinie) und klimatischer Beanspruchung (z. B. von 0 bis +60 °C Umgebungstemperatur im Betrieb) sowie ihre Ausbaufähigkeit (siehe Daten unten). Die Simatic-S7 Steuerungen und deren Programmiersoftware STEP 7 sind in Deutschland die am weitesten verbreiteten ihrer Art (35 %).

### Simatic S3 (seit 1973)
Die Simatic S3 basiert auf dem Schaltungssystem der Simatic C3.
- Simatic S3-111

### Simatic S5 (seit 1979)
- Simatic S5-010 – Modular aufgebautes Automatisierungsgerät
  - Simatic S5-010K – Variante für Kunststoffspritzmaschinen
  - Simatic S5-010W – Variante für Werkzeugmaschinen oder Anpasssteuerungen

| CPUs 010er Serie | System  | Interner Programmspeicher    | Besonderheiten                                                                           |
| ---------------- | ------- | ---------------------------- | ---------------------------------------------------------------------------------------- |
| 6ES5 900-0AA1x   | S5-010W | – (nur externes EPROM-Modul) | 511 remanente Merker, 256 nicht remanente Merker, 255 Ausgangsmerker; Service-Bedienfeld |
| 6ES5 900-0AB1x   | S5-010K | – (nur externes EPROM-Modul) | 767 nicht remanente Merker, 255 Ausgangsmerker                                           |

- Simatic S5-90U – Kompaktes Kleinsteuergerät

| CPUs 90er Serie | Interner Programmspeicher | Besonderheiten                                                          |
| --------------- | ------------------------- | ----------------------------------------------------------------------- |
| 6ES5 090-8MA0x  | 4 kByte RAM               | 230-V-Netzteil integriert, Onboard 10 binäre Ein- und 6 Relais-Ausgänge |

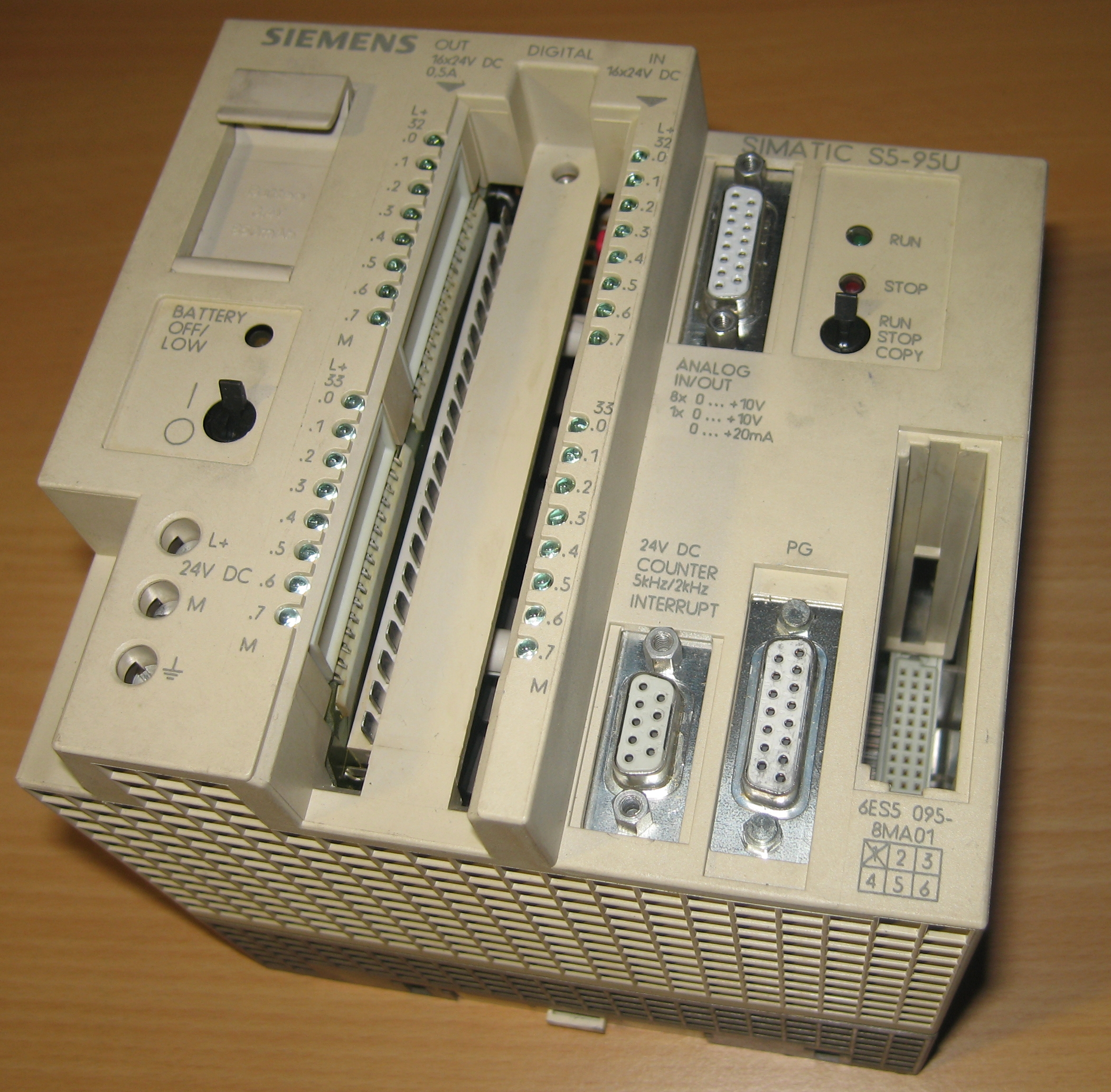
Siemens S5-95U-Basisgerät

- Simatic S5-95 – Kompaktes Kleinsteuergerät
  - Simatic S5-95F – Fehlersichere Variante
  - Simatic S5-95U – Universell einsetzbare Variante

| CPUs 95er Serie | System | Interner Programm-/Datenspeicher | Besonderheiten |
| --------------- | ------ | -------------------------------- | --- |
| 6ES5 095-8AF0x  | S5-95F | 16/20 kByte                      | fehlersicher |
| 6ES5 095-8MA0x  | S5-95U | 8/8, 16 kByte                    | Basisgerät, Onboard 16 binäre Ein- und Ausgänge, 8 analoge Eingänge, 1 analoger Ausgang, 4 Alarm-/Zählereingänge, integrierte Uhr |
| 6ES5 095-8MB0x  | S5-95U | 16, 20 kByte                     | zusätzliche SINEC L2-Schnittstelle (PROFIBUS)                                                                                     |
| 6ES5 095-8MC0x  | S5-95U | 8/8, 16, 20 kByte                | zusätzliche serielle Programmier-, L1-BUS-, ASCII-Schnittstelle                                                                   |
| 6ES5 095-8MD0x  | S5-95U | 16/20 kByte                      | zusätzliche PROFIBUS-DP-Slave-Schnittstelle                                                                                       |
| 6ES5 095-8ME0x  | S5-95U | 16/20 kByte                      | zusätzliche PROFIBUS-DP-Master-Schnittstelle                                                                                      |

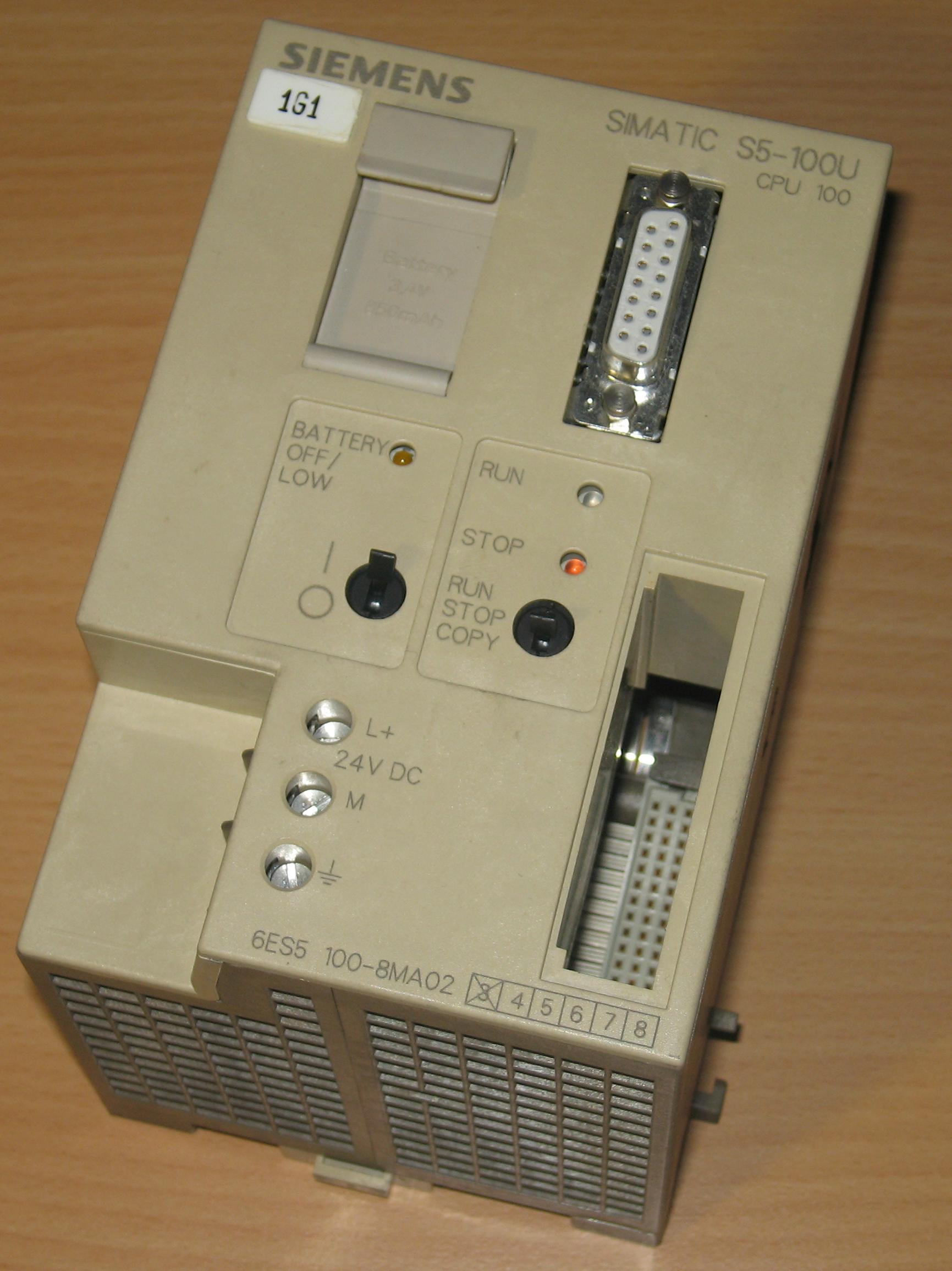
Siemens S5-100U CPU 100

- Simatic S5-100U – Modular aufgebautes Kleinsteuergerät

| CPUs 100er Serie | CPU     | Interner Programm-/Datenspeicher | Besonderheiten                                                           |
| ---------------- | ------- | -------------------------------- | ------------------------------------------------------------------------ |
| 6ES5 100-8MA0x   | CPU 100 | 2 kByte                          | keine Onboard-Peripherie, reduzierter Befehlssatz                        |
| 6ES5 102-8MA0x   | CPU 102 | 4 kByte                          | keine Onboard-Peripherie, ca. 10× schneller als CPU 100                  |
| 6ES5 103-8MA0x   | CPU 103 | 20 kByte                         | keine Onboard-Peripherie, ca. 10× schneller als CPU 102, integrierte Uhr |

- Simatic S5-101 – Kompaktes Kleinsteuergerät
  - Simatic S5-101R – Programmierung nur in KOP
  - Simatic S5-101U – Programmierung in AWL, KOP und FUP; Erweiterbar über ein Erweiterungsgerät

| CPUs 101er Serie | System  | Interner Programmspeicher | Besonderheiten                                                  |
| ---------------- | ------- | ------------------------- | --------------------------------------------------------------- |
| 6ES5 101-8RA1x   | S5-101R | 0,75 kByte RAM            | 20 binäre Ein- und 12 Relais-Ausgänge                           |
| 6ES5 101-8RB1x   | S5-101R | 0,75 kByte RAM            | Abgerüstete Variante mit 10 binären Ein- und 6 Relais-Ausgängen |
| 6ES5 101-8UA1x   | S5-101U | 1 kByte RAM               | 20 binäre Ein- und 12 Relais-Ausgänge                           |
| 6ES5 101-8UA2x   | S5-101U | 1 kByte RAM               | 16 binäre Ein- und 8 Triac-Ausgänge                             |
| 6ES5 101-8UA3x   | S5-101U | 1 kByte RAM               | 20 binäre Ein- und 12 Transistor-Ausgänge                       |
| 6ES5 101-8UB1x   | S5-101U | 1 kByte RAM               | Abgerüstete Variante mit 10 binären Ein- und 6 Relais-Ausgängen |

- Simatic S5-105R – Modulares Automatisierungsgerät in 19-Zoll-Ausführung, Das "R" steht für Relais-Darstellung  (Programmierung nur in KOP = Kontaktplan)

| CPUs 105er Serie | Interner Programmspeicher   | Besonderheiten |
| ---------------- | --------------------------- | -------------- |
| 6ES5 905-3RB1x   | 500 Kontakte (1 kByte RAM)  |                |
| 6ES5 905-3RB2x   | 1000 Kontakte (2 kByte RAM) |                |

- Simatic S5-110 – Modulares Automatisierungsgerät
  - Simatic S5-110A – Modulbauform
  - Simatic S5-110F – Fehlersichere Ausführung
  - Simatic S5-110S – Rack-Ausführung mit externem Peripheriebus (Modulbauform)

| CPUs 110er Serie | System  | Interner Programmspeicher      | Besonderheiten                                                                                             |
| ---------------- | ------- | ------------------------------ | --- |
| 6ES5 900-7AB1x   | S5-110A | – (nur externes EPROM-Modul)   | |
| 6ES5 900-7AC1x   | S5-110A | – (nur externes EPROM-Modul)   | |
| 6ES5 900-7AD1x   | S5-110A | – (nur externes EPROM-Modul)   | 128 Ausgangsmerker, 384 nicht remanente Merker, 511 remanente Merker                                       |
| 6ES5 900-7FC1x   | S5-110F | – (nur externes EPROM-Modul)   | |
| 6ES5 902-3SA1x   | S5-110S | 0,5K Anweisungen (1 kByte RAM) | 512 nicht remanente Merker, 512 remanente Merker; Speicher über Speicherbaugruppe 340 oder 350 erweiterbar |

- Simatic S5-115 – Modular aufgebautes, mittleres Steuergerät ohne Lüfter, bei bestimmten Baugruppen musste eine Lüfterzeile gesetzt werden und hatte unterschiedliche Speicherkapazitäten je nach Ausgabestand; Speicher mit Steckmodulen erweiterbar
  - Simatic S5-115F – Fehlersichere Variante
  - Simatic S5-115H – Hochverfügbare Variante
  - Simatic S5-115U – Universell einsetzbare Variante

| CPUs 115er Serie | System  | CPU      | Interner Programm-/Datenspeicher | Besonderheiten                                                                               |
| ---------------- | ------- | -------- | -------------------------------- | -------------------------------------------------------------------------------------------- |
| 6ES5 941-7UAxx   | S5-115U | CPU 941  | 2 kByte RAM                      | Adressumfang: Je 512 binäre Ein- und Ausgänge, maximal 64 analoge Ein- und Ausgänge          |
| 6ES5 941-7UBxx   | S5-115U | CPU 941B | 2 kByte RAM                      | Optimierte Befehlsausführungszeiten                                                          |
| 6ES5 942-7UAxx   | S5-115U | CPU 942  | 10 kByte RAM                     | Adressumfang: Je 1024 binäre Ein- und Ausgänge, maximal 64 analoge Ein- und Ausgänge         |
| 6ES5 942-7UBxx   | S5-115U | CPU 942B | 10 kByte RAM                     | Optimierte Befehlsausführungszeiten                                                          |
| 6ES5 942-7UFxx   | S5-115F | CPU 942F | 5 kByte RAM                      | fehlersicher                                                                                 |
| 6ES5 942-7UHxx   | S5-115H | CPU 942H | 8,5 kByte RAM                    | hochverfügbar                                                                                |
| 6ES5 943-7UAxx   | S5-115U | CPU 943  | 16 kByte RAM                     | optional 2. Programmier- / L1-BUS / ASCII-Schnittstelle                                      |
| 6ES5 943-7UBxx   | S5-115U | CPU 943B | 48 kByte RAM                     | Optimierte Befehlsausführungszeiten; optional 2. Programmier- / L1-BUS / ASCII-Schnittstelle |
| 6ES5 944-7UAxx   | S5-115U | CPU 944  | 96 kByte RAM                     | Rechnerkopplung möglich; optional 2. Programmier- / L1-BUS / ASCII-Schnittstelle             |
| 6ES5 944-7UBxx   | S5-115U | CPU 944B | 96 kByte RAM                     | Optimierte Befehlsausführungszeiten; optional 2. Programmier- / L1-BUS / ASCII-Schnittstelle |
| 6ES5 945-7UB1x   | S5-115U | CPU 945  | 256 kByte RAM                    | Neue CPU-Architektur; 32-Bit-AKKUs; optional 2. Programmier- / L1-BUS / ASCII-Schnittstelle  |
| 6ES5 945-7UB2x   | S5-115U | CPU 945  | 384 kByte RAM                    | Neue CPU-Architektur; 32-Bit-AKKUs; optional 2. Programmier- / L1-BUS / ASCII-Schnittstelle  |

- Simatic S5-130 – Modulares Automatisierungsgerät der mittleren Leistungsklasse
  - Simatic S5-130A – Ausführung in Robustbauform (Kartenbauform in Kapseln)
  - Simatic S5-130K – Ausführung in Kompaktbauform (Kartenbauform)
  - Simatic S5-130W – Ausführung in Rack-Ausführung (Kartenbauform) für die Automatisierung von Industrieprozessen

| CPUs 130er Serie | System               | Interner Programmspeicher    | Besonderheiten |
| ---------------- | -------------------- | ---------------------------- | -------------- |
| 6ES5 921-1AAxx   | S5-130A, S5-130K     | – (nur externes EPROM-Modul) |                |
| 6ES5 921-3WBxx   | S5-130W (Variante B) | 2,9 kByte RAM                |                |

- Simatic S5-135U – Dieses modular aufgebaute Automatisierungsgerät gehörte zum mittleren Leistungsbereich der Simatic-S5-Gerätereihe. Es handelt sich um das erste Simatic-Mehrprozessorsystem mit bis zu vier parallel betriebenen Zentralprozessoren. Jeder Zentralprozessor hat sein eigenes Programm, seine eigenen Merker, Zeiten und Zähler. Alle Zentralprozessoren arbeiten mit demselben Peripheriebus; sie können über Koppelmerker oder über Datenbausteine untereinander Daten austauschen.

| CPUs 135er Serie | CPU      | Interner Programm-/Datenspeicher                    | Besonderheiten                                                                                     |
| ---------------- | -------- | --------------------------------------------------- | -------------------------------------------------------------------------------------------------- |
| 6ES5 920-3UA1x   | CPU 920  | – (nur externes RAM- oder EPROM-Modul)/20 kByte RAM | "M-Prozessor"; für Messwertverarbeitung; Programmierung in C, Assembler oder Basic                 |
| 6ES5 921-3UA1x   | CPU 921  | – (nur externes RAM- oder EPROM-Modul)              | "S-Prozessor"; für Steuerungsaufgaben (Binärsignalverarbeitung)                                    |
| 6ES5 922-3UA1x   | CPU 922  | – (nur externes RAM- oder EPROM-Modul)/22 kByte RAM | "R-Prozessor"; für schnelle Wortverarbeitung (Rechnen/Regeln) und Binärsignalverarbeitung          |
| 6ES5 928-3UA1x   | CPU 928  | – (nur externes RAM- oder EPROM-Modul)/46 kByte RAM | universell einsetzbar                                                                              |
| 6ES5 928-3UA2x   | CPU 928A | 64/46 kByte RAM                                     | schmale Bauform; universell einsetzbar                                                             |
| 6ES5 928-3UB1x   | CPU 928B | – (nur externes RAM- oder EPROM-Modul)/46 kByte RAM | universell einsetzbar; zweite Schnittstelle für Kommunikation zu externen Geräten                  |
| 6ES5 928-3UB2x   | CPU 928B | 64/46 kByte RAM                                     | schmale Bauform; universell einsetzbar; zweite Schnittstelle für Kommunikation zu externen Geräten |

- Simatic S5-150 – Modular aufgebautes Steuergerät mit Lüfter für komplexe und zentral koordinierende Automatisierungslösungen, im Jahr 1980 auf den Markt gebracht wurde dieses speicherprogrammierbare Steuerungssystem mit Analogwertverarbeitung.
  - Simatic S5-150A – Ausführung in Robustbauform (Kartenbauform in Kapseln)
  - Simatic S5-150K – Ausführung in Kompaktbauform (Kartenbauform)
  - Simatic S5-150S – Ausführung in Rack-Ausführung (Kartenbauform)
  - Simatic S5-150U – Ausführung in Rack-Ausführung (Kartenbauform)

| CPUs 150er Serie | System           | CPU       | Interner Programm-/Datenspeicher       | Besonderheiten                                                      |
| ---------------- | ---------------- | --------- | -------------------------------------- | ------------------------------------------------------------------- |
| 6ES5 924-3SA1x   | S5-150S, S5-150U | CPU 924-3 | – (nur externes RAM- oder EPROM-Modul) | Nur zusammen mit den CPUs 925-3, 926-3 und 927-3 betreibbar (3SA1x) |
| 6ES5 925-3KA1x   | S5-150K          | CPU 925-3 | – (nur externes RAM- oder EPROM-Modul) | Nur zusammen mit den CPUs 926-3 und 927-3 betreibbar (3KA1x)        |
| 6ES5 925-3SA1x   | S5-150S, S5-150U | CPU 925-3 | – (nur externes RAM- oder EPROM-Modul) | Nur zusammen mit den CPUs 924-3, 926-3 und 927-3 betreibbar (3SA1x) |
| 6ES5 925-5AA1x   | S5-150A          | CPU 925-5 | – (nur externes RAM- oder EPROM-Modul) | Nur zusammen mit den CPUs 926-5 und 927-5 betreibbar (5AA1x)        |
| 6ES5 926-3KA1x   | S5-150K          | CPU 926-3 | – (nur externes RAM- oder EPROM-Modul) | Nur zusammen mit den CPUs 925-3 und 927-3 betreibbar (3KA1x)        |
| 6ES5 926-3SA1x   | S5-150S, S5-150U | CPU 926-3 | – (nur externes RAM- oder EPROM-Modul) | Nur zusammen mit den CPUs 924-3, 925-3 und 927-3 betreibbar (3SA1x) |
| 6ES5 926-5AA1x   | S5-150A          | CPU 926-5 | – (nur externes RAM- oder EPROM-Modul) | Nur zusammen mit den CPUs 925-5 und 926-5 betreibbar (5AA1x)        |
| 6ES5 927-3KA1x   | S5-150K          | CPU 927-3 | – (nur externes RAM- oder EPROM-Modul) | Nur zusammen mit den CPUs 925-3 und 926-3 betreibbar (3KA1x)        |
| 6ES5 927-3SA1x   | S5-150S, S5-150U | CPU 927-3 | – (nur externes RAM- oder EPROM-Modul) | Nur zusammen mit den CPUs 924-3, 925-3 und 926-3 betreibbar (3SA1x) |
| 6ES5 927-5AA1x   | S5-150A          | CPU 927-5 | – (nur externes RAM- oder EPROM-Modul) | Nur zusammen mit den CPUs 925-5, 926-5 und 927-5 betreibbar (5AA1x) |

- Simatic S5-155 – modular aufgebautes, großes Steuergerät mit Lüfter für Einzel- und Mehrprozessorbetrieb
  - Simatic S5-155H – Hochverfügbare Ausführung
  - Simatic S5-155U

| CPUs 155er Serie | System  | CPU           | Interner Programm-/Datenspeicher | Besonderheiten                                              |
| ---------------- | ------- | ------------- | -------------------------------- | ----------------------------------------------------------- |
| 6ES5 946-3UAxx   | S5-155U | CPU 946/947   | -                                | Bit Slice Unit (BSU) der CPU 946/947                        |
| 6ES5 946-3URxx   | S5-155H | CPU 946R/947R | -                                | Bit Slice Unit (BSU) der CPU 946R/947R; Hochverfügbar       |
| 6ES5 947-3UAxx   | S5-155U | CPU 946/947   | 128 kByte RAM                    | Memory and Interface (MAI) der CPU 946/947                  |
| 6ES5 947-3URxx   | S5-155H | CPU 946R/947R | 128 kByte RAM                    | Memory and Interface (MAI) der CPU 946R/947R; Hochverfügbar |
| 6ES5 948-3UA1x   | S5-155U | CPU 948       | 640 kByte RAM                    |                                                             |
| 6ES5 948-3UA2x   | S5-155U | CPU 948       | 1664 kByte RAM                   |                                                             |
| 6ES5 948-3UR1x   | S5-155H | CPU 948R      | 640 kByte RAM                    | Hochverfügbar                                               |
| 6ES5 948-3UR2x   | S5-155H | CPU 948R      | 1664 kByte RAM                   | Hochverfügbar                                               |
| 6ES5 948-3UR5x   | S5-155H | CPU 948RL     | 128 kByte RAM                    | Hochverfügbar                                               |

### Simatic S7 (seit 1994)

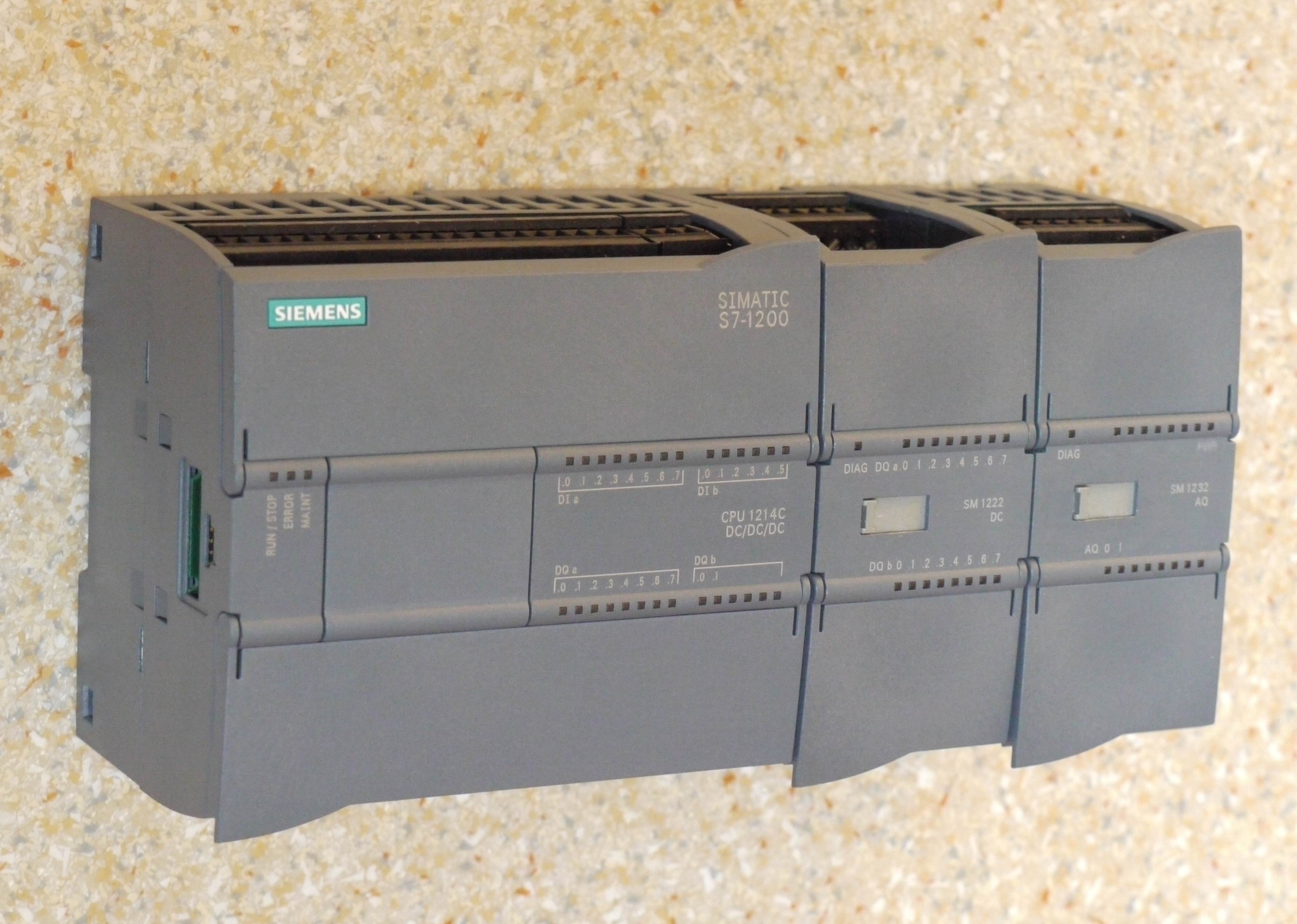
Siemens Simatic S7-1200

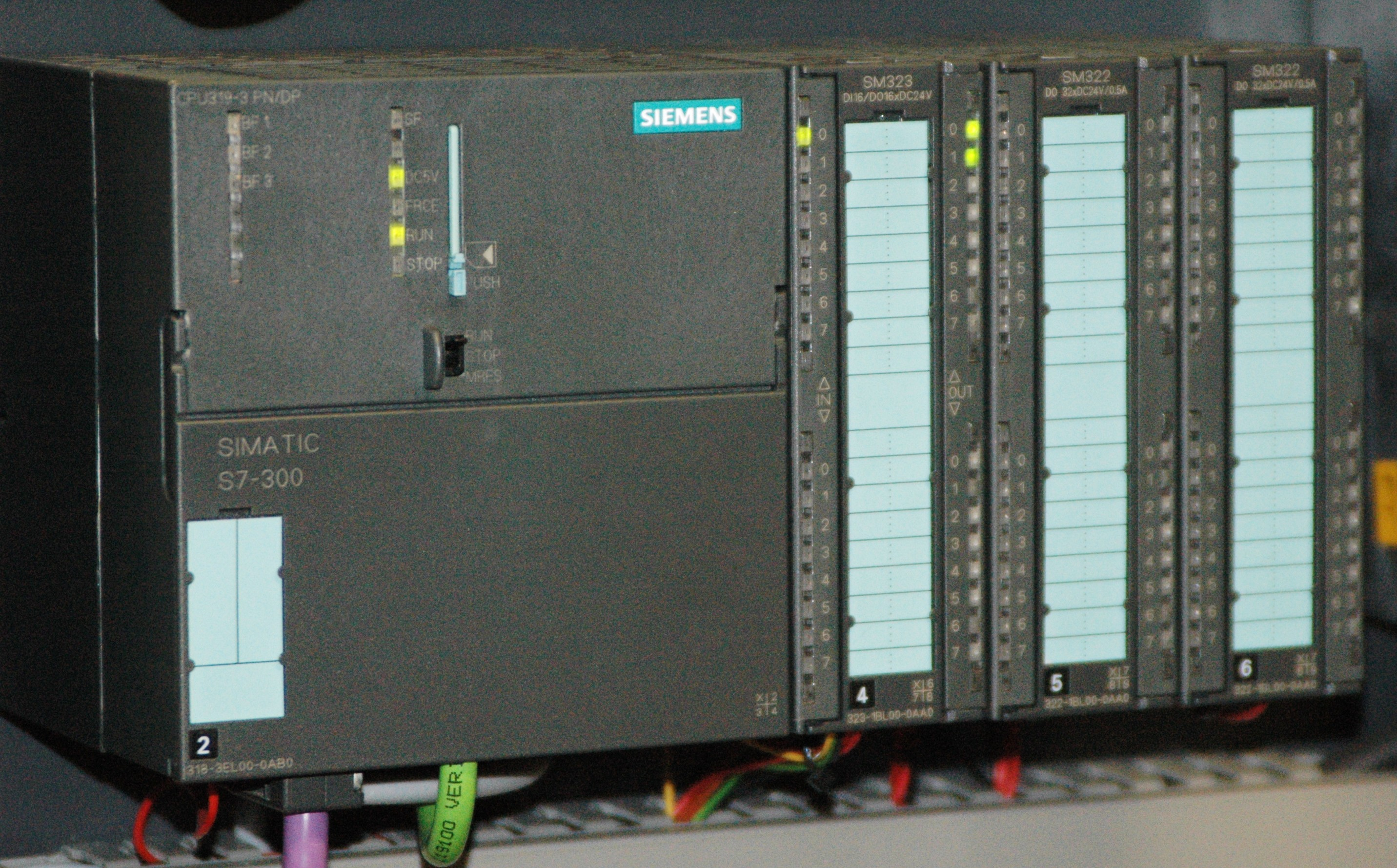
Siemens Simatic S7-300

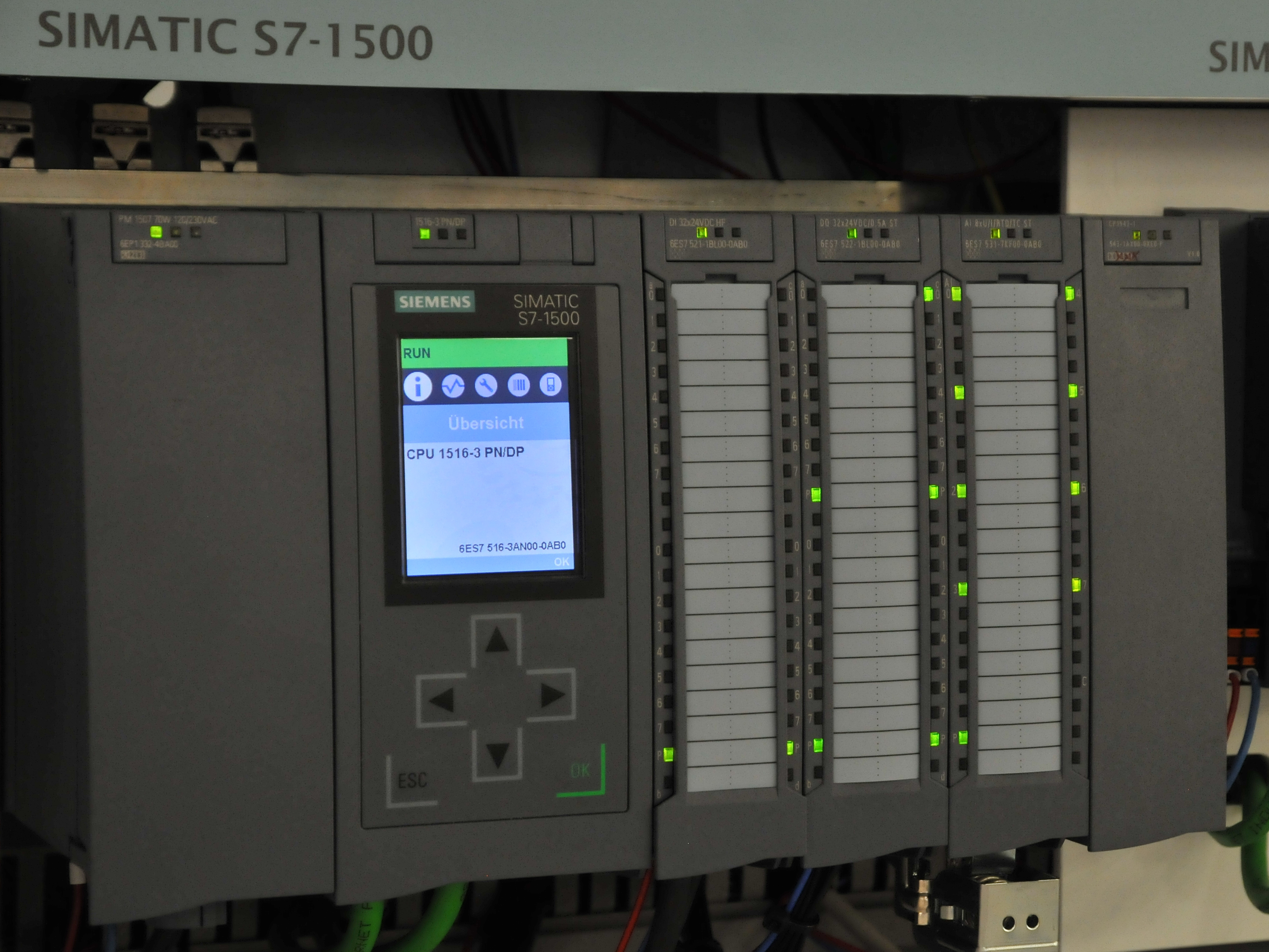
Siemens Simatic S7-1500

Die Simatic S7 gehört in den Bereich der Totally Integrated Automation.
- Simatic S7-200 (eingestellt)

Mit einer Größe von 80 mm × 62 mm (H × T) war sie die kleinste SPS von Siemens. Diese hatte bis zu 24 kByte Programmspeicher und eine Bitoperationszeit von max. 0,22 µs. Über eine integrierte RS 485-Schnittstelle war die Kommunikation zu anderen Geräten möglich. Siemens hat diese Produktreihe 2017 eingestellt.
- Simatic S7-1200

Im April 2009 leitete Siemens einen Generationenwechsel bei den Simatic S7-Steuerungen ein. Zuerst wurde die S7-200 durch die S7-1200 ersetzt. Die S7-1200 ist für Lösungen im Kleinsteuerbereich gedacht. Die Steuerung ist ausgestattet mit einer Profinet-Schnittstelle. Alternativ kann auch über Profibus, AS-i oder Mobilfunk kommuniziert werden. Sie wird mit TIA-Portal programmiert. Die Größe ist 100 mm × 75 mm (H × T). Sie hat bis zu 125 kB Arbeits-, 2 MByte integrierten, bis 24 MByte erweiterbaren Programmspeicher und eine Bitoperationszeit von min. 0,1 µs.
- Simatic S7-300 (Auslaufprodukt[4])

Die meistverkaufte Siemens-SPS hat eine Größe von 125 mm × 130 mm (H × T). Diese hat bis zu 2 MByte Arbeits-, 8 MByte Programmspeicher und eine Bitoperationszeit von min. 0,01 µs. Über integrierte RS 485-, Profibus-, Profinet- und Ethernet-Schnittstellen ist die Kommunikation zu anderen Geräten möglich. Durch ein Firmware-Update im August 2009 konnte eine schnellere Bitoperationszeit von 0,004 µs erreicht werden.
- Simatic S7-400

Die größte SPS von Siemens mit einer Größe von 290 mm × 219 mm (H × T). Diese hat bis zu 48 MByte Ladespeicher, 16 MByte Arbeitsspeicher und eine Bitoperationszeit von min. 0,018 µs. Über integrierte RS 485-, Profibus-, Profinet- und Ethernet-Schnittstellen ist die Kommunikation zu anderen Geräten möglich.
- Simatic S7-1500

Zur Pressekonferenz der Messe SPS/IPC/DRIVES in Nürnberg 2012 stellte Siemens die neue Steuerung Simatic S7-1500 vor. Diese solle die S7-300 und S7-400 schrittweise ablösen, ein Ausphasen ist nicht vor 2020 geplant. Motion Control Funktionen sind nun standardmäßig in jeder CPU integriert, Safety (bis SIL 3 nach IEC 62061 und PL e nach ISO 13849) ist bei den fehlersicheren CPU-Varianten vorhanden. Die ersten CPU sind die S7-1511, S7-1513 und S7-1516 mit abgestuften Leistungsmerkmalen. Die CPUs können mit bis zu 32 Modulen erweitert werden. Die Klemme-zu-Klemme-Reaktionszeit ist kleiner 500 µs. Die Bit-Befehlszeit ist schneller als 10 ns möglich. Jede CPU verfügt über Profinet-Schnittstellen. Alle CPU verfügen über einen integrierten Webserver. Die Controller sind nach EN 61508 zertifiziert. Zur Programmierung der Controller wird STEP 7 ab Version 12 benötigt. Erstmals bekommt eine SPS auch eine farbige LC-Anzeige. Damit ist eine umfangreiche Systemdiagnose bis zu den dezentralen Klemmen und Antrieben möglich. Um die Datensicherheit zu erhöhen, wurde bei der S7-1500 auch ein umfangreiches und abgestuftes Konzept für den Zugriff auf Programm und Daten bis hin zum Know-how-Schutz implementiert.
- Simadyn D, Simatic TDC

Frei konfigurier- und programmierbare Regelungssysteme mit 32-Bit- oder 64-Bit-Prozessoren für Prozesse wie Druckmaschinen, Walzwerke, Gas- und Ölförderanlagen und Kraftwerke. Wird in Prozessen mit hoher Anforderung an Regelgeschwindigkeit z. B. im Transrapid eingesetzt. Minimaler zyklischer Arbeitstakt beträgt 0,1 ms.
- Simatic S7-mEC

Der modulare Embedded Controller ist eine Kombination von S7-300 Controller und Embedded PC-Technologie (Windows embedded). Er ist erweiterbar mit PC/104-Karten und er ist mit der fehlersicheren Soft-SPS WinAC RTX F vorinstalliert erhältlich.
- Simatic WinAC

ist eine Software-SPS für die PC-basierte Automatisierung. Simatic WinAC ergänzt Simatic S7 um PC-basierte Steuerungen mit Echtzeitverhalten. Es wird eingesetzt, wenn verschiedene Aufgaben wie Datenverarbeitung, Kommunikation, Visualisierung und Technologie auf einem PC integriert werden sollen. Als Programmspeicher ist der PC-Arbeitsspeicher nutzbar und ist nur an dessen Grenzen gebunden. Bitoperationszeiten von 0,004 µs sind möglich. Ebenfalls gibt es von Siemens eine vom TÜV Süd zertifizierte fehlersichere Variante dieses Software-Controllers.

### Simatic-Kompatible
Aufgrund der hohen Verbreitung und der Bedeutung als Quasi-Industriestandard sowie der relativ hohen Preise insbesondere für Original-Speichermodule haben schon Mitte der 1980er Jahre kleinere Firmen begonnen, Simatic-kompatible Baugruppen zu entwickeln und zu vermarkten. Dabei handelt es sich sowohl um funktionsgleiche Baugruppen, die im Wettbewerb zu den Originalbaugruppen stehen, als auch um ergänzende Baugruppen.

## Industrie-PC
Mit der Bezeichnung SIMATIC IPC sind von Siemens verschiedene Industrie-Computer erhältlich.
Nach der Bauform wird unterschieden in:
- Rack PC: Ein Einschub in einen 19" Baugruppenträger.

- Box PC: Aluminium- oder Blechgehäuse in verschiedenen Größen, zum Aufschnappen auf eine Hutschiene oder zur Buchmontage oder Wandmontage mit Winkeln.

- Panel PC: Der Industrie-PC ist zusammen mit dem Bildschirm, Tastatur- oder Touch-Bedienung in einem Gehäuse untergebracht.
- Field PG: Robuster Laptop fürs industrielle Umfeld mit entsprechenden Schnittstellen

## Bediengeräte
Mit der Bezeichnung SIMATIC HMI sind von Siemens eine große Anzahl Bedien- und Beobachtungssysteme für den Industrieeinsatz lieferbar. Die klassische Mensch-Maschine-Schnittstelle mit Schaltern und Leuchtmeldern wird immer mehr durch Text- und grafische Anzeigen mit Bedienung über Touchscreen verdrängt. Diese Bediengeräte haben frontseitig Schutzart IP65 und sind meistens für den Einbau in eine Schalttafel oder in ein herstellerspezifisches Gehäuse gebaut.

### Panels
Panels sind über Feldbusse wie MPI, Profibus oder Profinet mit der Steuerung verbunden. Die größeren Geräte können – neben Simatic-Steuerungen – auch mit Steuerungen anderer Hersteller verbunden werden. Einige Geräte enthalten selbst eine Steuerung.
- Push Button Panel

Sie enthalten Tasten, LED und digitale Ein- und Ausgänge, mit Verbindung über MPI oder Profibus. Es gibt Varianten mit 8, 16 oder 32 Tasten.
- Micro Panels

Sie können nur an S7-200 Steuerungen angeschlossen werden. Textdisplays (TD xxx) haben 2 oder 4 Textzeilen mit je 20 oder 24 Zeichen und bis zu 15 Tasten (TD 400C). Das OP 73micro hat 160 × 48 Pixel und 12 Tasten; das TP 177micro 320 × 240 Pixel und Touchscreen.
- Mobile Panels

sind tragbare Bediengeräte mit Kabelanschluss (Profinet) oder kabellos über IWLAN. Neben dem Touchscreen sind Funktionstasten, Not-Aus und Zustimmtaster integriert.
- Panels

Geräte von 3" 160 × 48 Pixel, monochrom (OP 73) bis 6" 320 × 240 Pixel, 256 Farben (OP 277)
- Basic Panels

Geräte mit einer Größe von 4", 6", 10" und 15"; 240 × 80 Pixel bis 1024 × 768 Pixel; 4 Graustufen bis 256 Farben. Neuere Geräte der 2. Generation in Größen von 3", 7", 9", 12" weisen 65536 Farben aus und haben eine Auflösung von 480 × 272 bis 1280 × 800 Pixel.
- Multi Panels

sind festplattenlose Geräte mit Betriebssystem Windows-CE, durchgängig 4:3 Displays mit 65 536 Farben, optional ist eine Software-SPS möglich (WinAC MP). Größe von 6" 320 × 240 Pixel (MP 177) bis 19" 1280 × 1024Pixel (MP 377).
- Comfort Panels

sind Breitbildmonitore mit durchgängig 16 Mio. Farben in Größen von 4,3" 480 × 272 Pixel (KP400 comfort) bis 21,5" 1920 × 1080 Pixel (TP2200 comfort).
- Thin Clients

Ein zweites Bediengerät zum Betrieb mit einem Host (z. B. SIMATIC Panel PC oder Server). Größe von 10" 640 × 480 Pixel bis 22" (Breitbildmonitor) 1920 × 1080 Pixel.
- Panel PC

Display, Tastatur- oder Touch-Bedienung und Industrie-PC sind in einem Gehäuse untergebracht. Steckplätze für Erweiterungen über PC/104 (PC 477B embedded), PCI (PC 577B) oder PCIe (PC 677B) sind vorhanden. Größen von 12" 800 × 600 Pixel bis 19" 1280 × 1024 Pixel.